# Al-Fadl ibn Rawh ibn Hàtim al-Muhal·labí
Al-Fadl o Al-Mufàddal ibn Rawh ibn Hàtim al-Muhal·labí al-Azdí (àrab: الفضل بن روح بن حاتم المهلبي الأزدي, al-Faḍl b. Rawḥ b. Ḥātim al-Muhallabī al-Azdī) fou un membre de la família dels muhal·làbides, fill de Rawh ibn Hàtim al-Muhal·labí.
A la mort del seu pare exercia el govern del Zab (791). El seu pare fou substituït per un membre de la família però d'una altra branca i al-Fadl va anar a la cort del califa a Bagdad i va reclamar, aconseguint la destitució del governador Nasr ibn Habib al-Muhal·labí i el seu propi nomenament (793).
Aviat es va enfrontar amb el jund quan va nomenar al seu jove i inexpert nebot Mughira al Muhal·labí com a governador de Tunis; la guarnició local manada per Abd-Al·lah ibn al-Jarud, es va dirigir respectuosament a al-Fadl demanant de reconsiderar el nomenament, però al-Fadl es va posar obertament al costat del nebot. Finalment la guarnició es va revoltar i en la lluita va morir el propi al-Fadl (794). Fou el darrer governant de la família.